# Lijst van gouverneurs van Suriname (1650-1954)

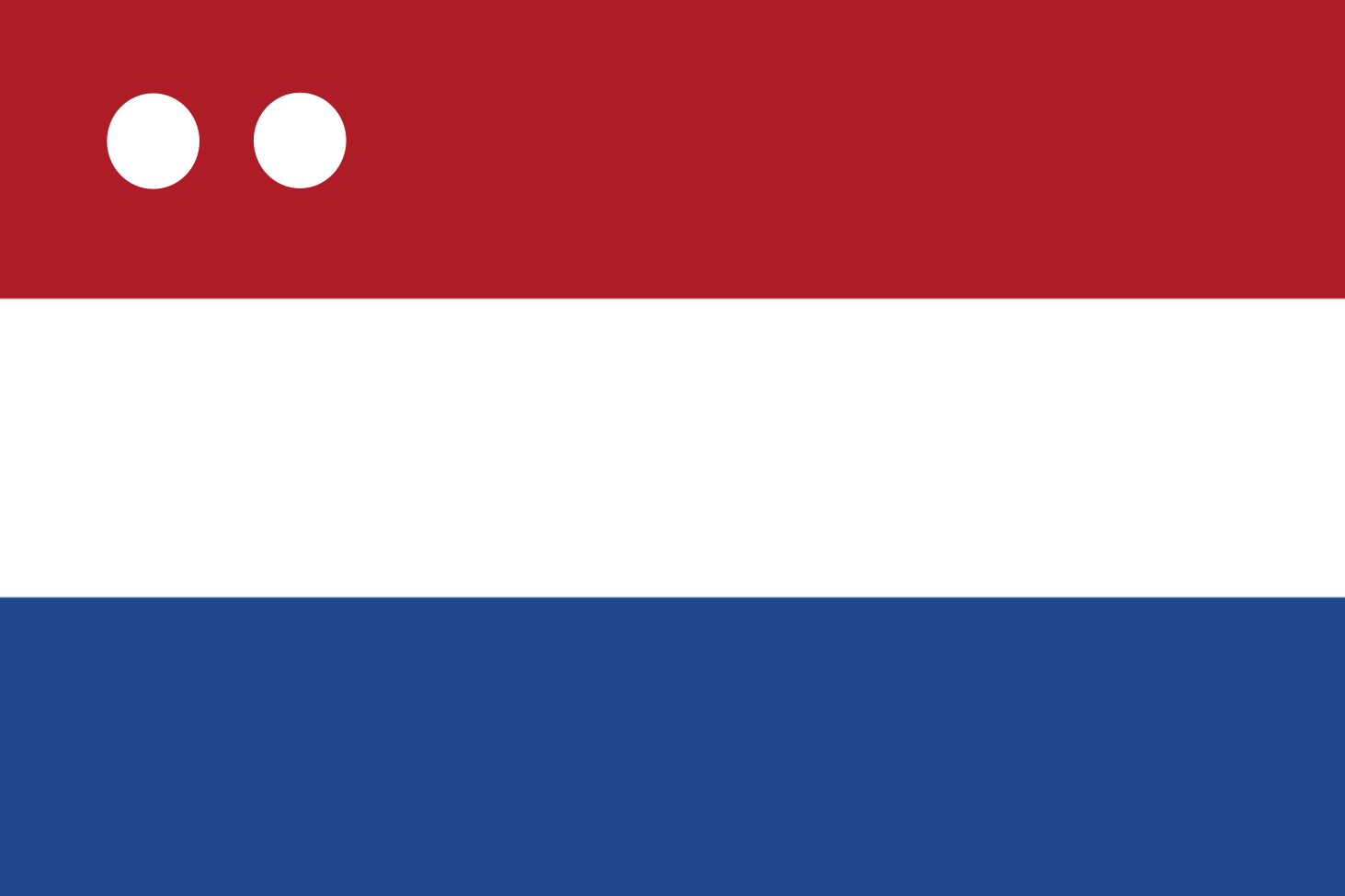
Gouverneursvlag (1816 - 1920)

Gouverneursvlag (1920-1966)

Deze lijst van gouverneurs van Suriname (1650-1954) bevat een overzicht van de gouverneurs van Suriname tot de instelling van het Statuut voor het Koninkrijk der Nederlanden in 1954.

## Gouverneurs vanSuriname
Kolonie van Francis Willoughby
- 1650-1654: Anthony Rowse
- 1654-1667: William Byam

Abraham Crijnssen verovert Suriname 1667
- 1667-1667: Maurits de Rama

De Engelsen heroveren Suriname
- 1667-1668: Samuel Barry
- 1668-1668: James Bannister

Abraham Crijnssen herovert Suriname 1668
- 1668-1669: Abraham Crijnssen (ad interim)
- 1669-1671: Philip Julius Lichtenberg
- 1671-1677: Pieter Versterre (ad interim)
- 1677-1677: Abel Thisso (ad interim)
- 1677-1678: Tobias Adriaensen
- 1678-1680: Johannes Heinsius
- 1680-1680: Everard van Hemert (ad interim)
- 1680-1683: Laurens Verboom (ad interim)

Sociëteit van Suriname
- 1683-1688: Cornelis van Aerssen van Sommelsdijck
- 1688-1689: Abraham van Vredenburg (ad interim)
- 1689-1696: Johan van Scharphuizen
- 1696-1707: Mr. Paulus van der Veen
- 1707-1707: Mr. Wilhelm de Gruyter
- 1707-1710: François Anthony de Rayneval (ad interim)
- 1710-1715: Johan de Goyer
- 1715-1716: François Anthony de Rayneval (ad interim)
- 1716-1717: Johan Baron de Mahony
- 1717-1718: François Anthony de Rayneval (ad interim)
- 1718-1721: Jan Coetier
- 1721-1722: François Anthony de Rayneval (ad interim)

## Gouverneurs-generaal
- 1722-1727: Hendrik Temming
- 1727-1728: François Anthony de Rayneval (ad interim)
- 1728-1734: Carel Emilius Henry de Cheusses
- 1734-1734: Johan François Cornelis de Vries (ad interim)
- 1734-1735: Jacob Alexander Henry de Cheusses
- 1735-1735: Johan François Cornelis de Vries (ad interim)
- 1735-1737: Johan Raye van Breukelerwaard
- 1737-1742: Gerard van de Schepper
- 1742-1751: Mr. Johan Jacob Mauricius
- 1751-1752: Hendrik Ernest Baron von Spörckle (ad interim)
- 1752-1754: Wigbold Crommelin (ad interim)
- 1754-1756: Pieter Albert van der Meer
- 1756-1757: Jan Nepveu (ad interim)
- 1757-1768: Wigbold Crommelin
- 1768-1779: Jan Nepveu
- 1779-1783: Bernard Texier
- 1783-1784: Mr. Wolphart Jacob Beeldsnijder Matroos (ad interim)
- 1784-1790: Mr. Jan Gerhard Wichers
- 1790-1802: Jurriaan François de Friderici

- 1799-1802 Het Engelse protectoraat

1802: Suriname van de Engelsen overgenomen
- 1802-1803: Willem Otto Bloys van Treslong (ad interim)
- 1803-1804: Pierre Berranger (Commissaris-generaal)

Onder Engelse heerschappij
- 1804-1805: Charles Green
- 1805-1808: William Carlyon Hughes
- 1808-1809: John Wardlau (ad interim)
- 1809-1811: Charles Ferdinand Bentinck
- 1811-1816: Pinson Bonham

27 februari 1816: Suriname een Nederlandse kolonie
- 1816-1816: Willem Benjamin van Panhuys
- 1816-1822: Cornelis Vaillant
- 1822-1828: Abraham de Veer
- 1828-1831: Paulus Roelof Cantzlaar
- 1831-1838: Evert Ludolph baron van Heeckeren van Waliën
- 1838-1839: Philippus de Kanter (ad interim)
- 1839-1842: Julius Constantijn Rijk
- 1842-1842: Mr. Philippus de Kanter (ad interim)
- 1842-1845: Burchard Jean Elias
- 1845-1845: Mr. Philippus de Kanter (ad interim)
- 1845-1852: Reinier Frederik baron van Raders
- 1852-1852: Mr. Philippus de Kanter (ad interim)
- 1852-1852: Coenraad Barends (ad interim)
- 1852-1855: jhr. Johan George Otto Stuart von Schmidt auf Altenstadt
- 1855-1859: Charles Pierre Schimpf
- 1859-1867: Reinhart Frans van Lansberge
- 1867-1873: Willem Hendrik Johan van Idsinga, schoonzoon van R.F. baron van Raders
- 1873-1882: jhr. Cornelis Ascanius van Sypesteyn
- 1882-1885: Johannes Herbert August Willem baron van Heerdt tot Eversberg
- 1885-1888: Hendrik Jan Smidt
- 1888-1889: Warmolt Tonckens (ad interim)
- 1889-1891: jhr.mr. Maurits Adriaan de Savornin Lohman
- 1891-1896: jhr.mr. Titus Anthony Jacob van Asch van Wijck
  - 1894-1894: Warmolt Tonckens (ad interim)
- 1896-1902: Warmolt Tonckens
  - 1899-1899: Jan Wouter van Oosterzee (ad interim)
- 1902-1905: dr.ir. Cornelis Lely
- 1905-1905: David Hendrik Havelaar (ad interim)
- 1905-1908: Alexander Willem Frederik Idenburg
- 1908-1908: Pieter Hofstede Crull (ad interim)
- 1908-1911: Dirk Fock
- 1911-1911: Louis Marie Rollin Couquerque (ad interim)
- 1911-1911: Pieter Hofstede Crull (ad interim)
- 1911-1916: Willem Dirk Henrik baron van Asbeck
- 1916-1920: Gerard Johan Staal
  - 1919-1920: Lambertus Johannes Rietberg (ad interim)
- 1920-1921: Lambertus Johannes Rietberg (ad interim)
- 1921-1928: mr. Aarnoud Jan Anne Aleid baron van Heemstra
  - 1924-1924: Lambertus Johannes Rietberg (ad interim)
  - 1924-1925: Jan Luchies Nysingh (ad interim)
  - 1926-1926: Jan Luchies Nysingh (ad interim)
- 1928-1928: Jan Luchies Nysingh (ad interim)
- 1928-1933: Abraham Arnold Lodewijk Rutgers
  - 1930-1930: Franciscus Laurentius Josephus van Haaren (ad interim)
  - 1932-1933: Franciscus Laurentius Josephus van Haaren (ad interim)
- 1933-1933: Franciscus Laurentius Josephus van Haaren (ad interim)
- 1933-1944: Johannes Coenraad Kielstra
  - 1935-1936: Johannes Cornelis Brons (ad interim)
  - 1938-1939: Johannes Cornelis Brons (ad interim)
  - 1942-1942: Johannes Cornelis Brons (ad interim)
- 1944-1948: Johannes Cornelis Brons
  - 1945-1946: Maarten de Niet (ad interim)
  - 1947-1947: Jan Buiskool (ad interim)
- 1948-1948: Maarten de Niet (ad interim)
- 1948-1949: Willem Huender
- 1949-1949: Maarten de Niet (ad interim)
- 1949-1956: Jan Klaasesz (tevens eerste gouverneur na inwerkingtreding van het Statuut)

Zie ook het overzicht van gouverneurs van 1954 tot 1975.